# Basilique Notre-Dame-de-Bon-Secours de Lablachère
Pour les articles homonymes, voir Basilique Notre-Dame, Notre-Dame et Bon Secours.
La basilique Notre-Dame-de-Bon-Secours de Lablachère est une église du XIXe siècle située sur la commune de Lablachère dans le département de l'Ardèche.

## Localisation

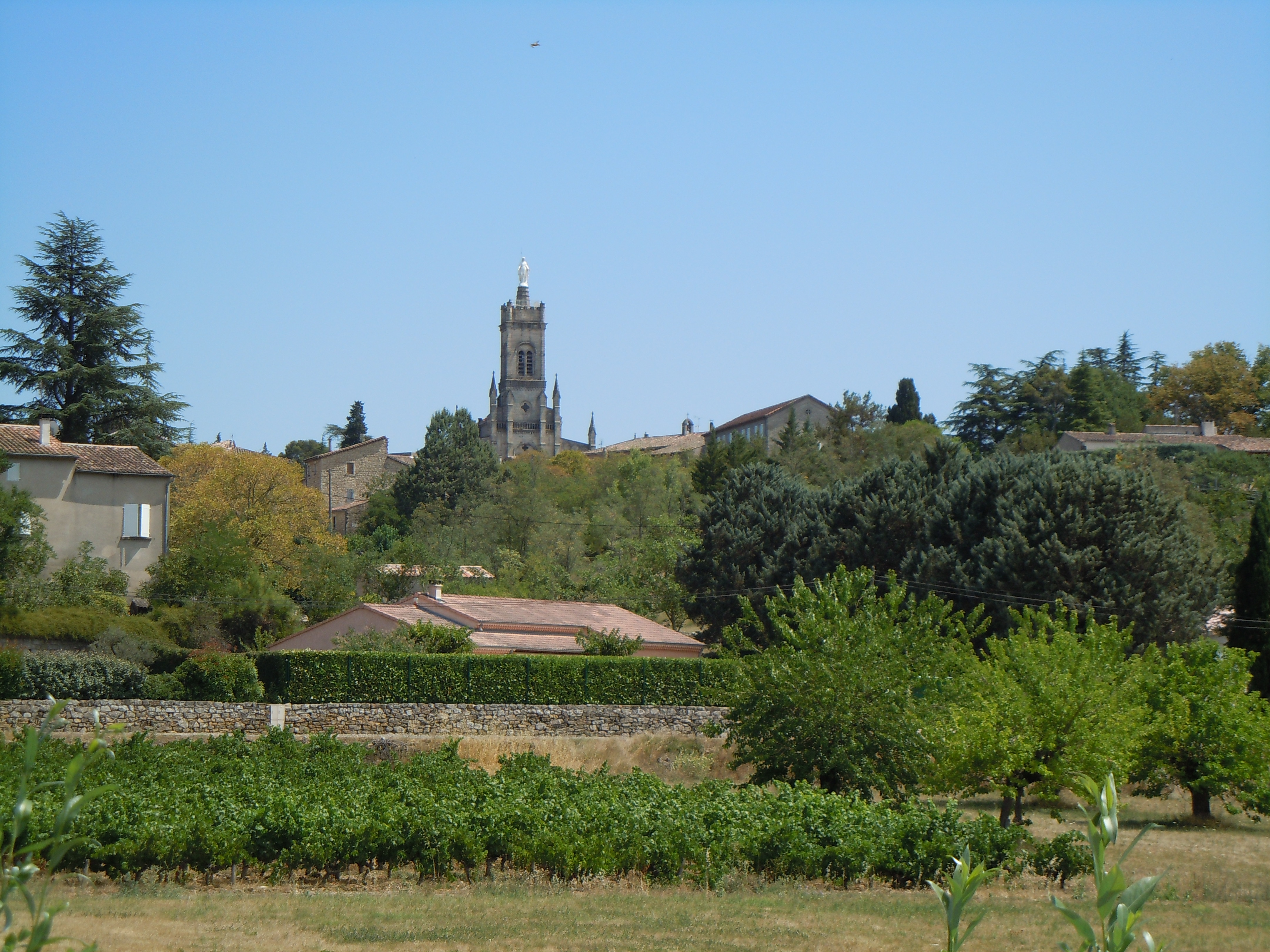
Le hameau de Notre-Dame.

À deux kilomètres environ au sud-est de l'église de Lablachère, au nord du plateau des Gras, sur la route d'Alès, il s'est formé un village depuis la fondation du pèlerinage de Notre-Dame-de-Bon-Secours, et qui porte le même nom. Ce lieu, autrefois nommé La Raze, point culminant du pays, était désert et couvert de bois de chênes poussant entre les anfractuosités des rochers calcaires.

### Toponymie

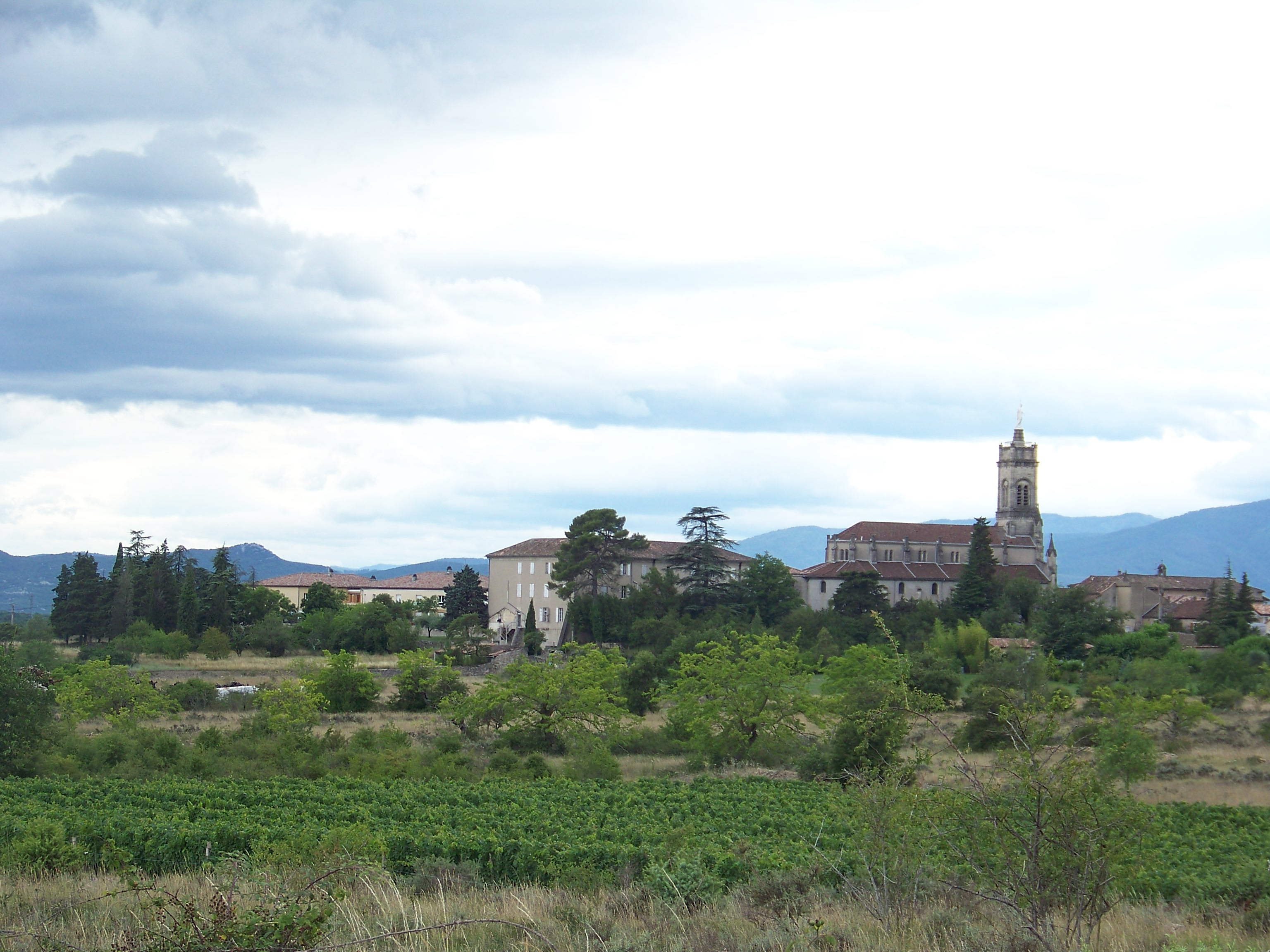
Le hameau de Notre-Dame vu des Grads.

Le hameau de Notre-Dame est indissociable du sanctuaire de Notre-Dame-de-Bon-Secours, son histoire découlant du sanctuaire lui-même. Les termes « Bon Secours » et « Notre-Dame » dénomment indifféremment le hameau ou le sanctuaire. Néanmoins, au sens strict, « Notre-Dame » désigne le hameau et « Notre-Dame-de-Bon-Secours » désigne le sanctuaire.

## Histoire
La basilique a été construite à l'emplacement d'une chapelle, lieu de pèlerinage pratiqué depuis le XVIe siècle.

### Le vœu de Julien Gineste
Julien Gineste, sieur de Lisle, né à Montredon, hameau de Lablachère, le 26 février 1641, fils de Gaspard Gineste, gendarme de la garde du roi, demeurait à Paris où il avait épousé noble demoiselle Marie-Anne de Paulet. S'étant retiré du service, il vint habiter dans sa maison paternelle où il s'occupa de médecine.
Ces deux époux, fort pieux, avaient apporté une statue de la Sainte Vierge pour la placer et l'honorer dans leur demeure.
Un jour, le sieur de Lisle, allant voir un malade au quartier de La Raze, son cheval s'abattit et il fut pris dans les étriers, sans qu'il lui fût possible de se dégager, ni son cheval de se relever. Voyant tous ses efforts infructueux et la situation devenant critique, il fit le vœu d'élever dans cet endroit une chapelle et d'y placer sa statue. À l'instant, le cheval se releva et put continuer sa route. Une fois tiré du danger, le sieur de Lisle ne pensait plus à son vœu, lorsque l'année suivante, repassant au même endroit, son cheval s'abattit de nouveau dans une crevasse du rocher et il se trouva dans le même danger. Se rappelant alors son vœu, il le renouvela avec promesse de ne pas différer de l'accomplir et aussitôt il fut dégagé.

### La chapelle Notre-Dame-de-Bon-Secours

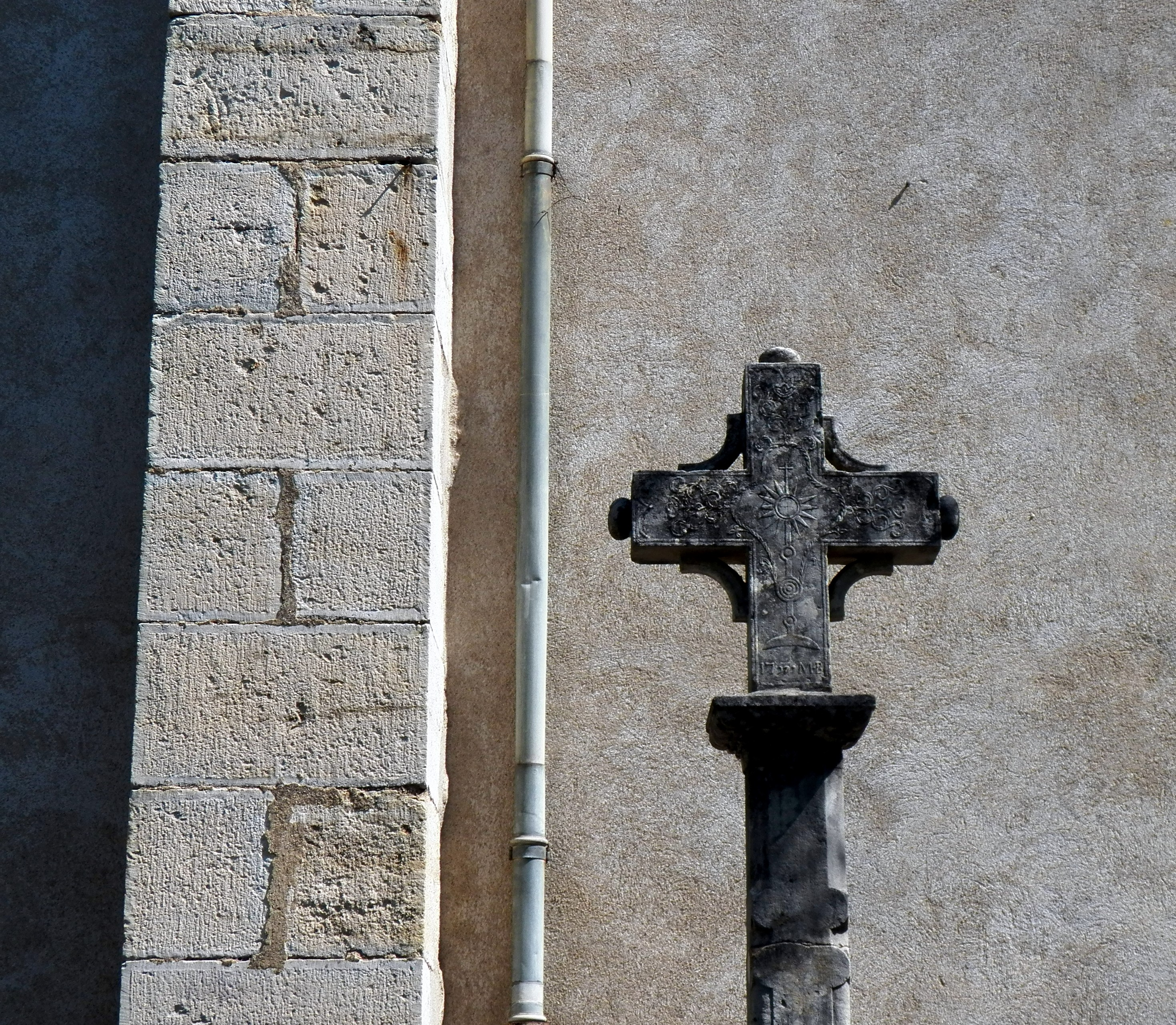
La croix datant de 1755 à Lablachère sur l'esplanade de la basilique Notre-Dame-de-Bon-Secours.

En 1682, fidèle cette fois à sa promesse, il fit construire à l'endroit même une petite chapelle étroite et oblongue, éclairée par une lucarne, le tout ayant une superficie de seize mètres carrés. Il y transporta sa statue et mit la chapelle sous le vocable de Notre-Dame de Bon Secours.
L'acte de fondation fut passé deux ans après le premier vœu, le sieur de Lisle ayant alors 39 ans, devant maître Rodilly, le 10 mai 1680. La permission de l'évêque est en date du 5 mai précédent. Les fondateurs se réservent la nomination du chapelain, qui fut Léon Rodilly prieur-curé de Lablachère (d'après A. Mazon).
La première pierre de la construction fut posée et bénie le jour des rameaux, 22 mars 1682, par ledit Rodilly, curé, et la chapelle achevée fut bénite par le même, délégué par l'évêque le 8 septembre de la même année.
Le 17 février 1713, le sieur de Lisle étant veuf, il lui donna pour successeur M. Daurebonne, curé de Lablachère. Les curés de Lablachère administrèrent la chapelle de 1682 à 1777, n'y disant que trois messes par an. Après la mort du sieur de Lisle, le comte de Chanaleilles de la Saumès, obtint du fils de Lisle, le patronage et la clef de la chapelle.
Celui-ci voyant qu'après plus de cent ans depuis la fondation, le concours des fidèles allait toujours en augmentant et que les miracles étaient plus fréquents, pria l'évêque d'accorder un prêtre pour desservir exclusivement la chapelle. Celui-ci envoya Jean-Pierre Richard pour chapelain en titre, qui prit possession le 1er août 1777. Il avait été heureusement choisi, appartenant à une famille de Rosières (Ardèche), qui possédait le terrain sur lequel avait été bâtie la chapelle ainsi que tous les alentours. Il se mit aussitôt à défricher les terres et en céda quelques lopins où l'on bâtit des maisons.

### La seconde chapelle

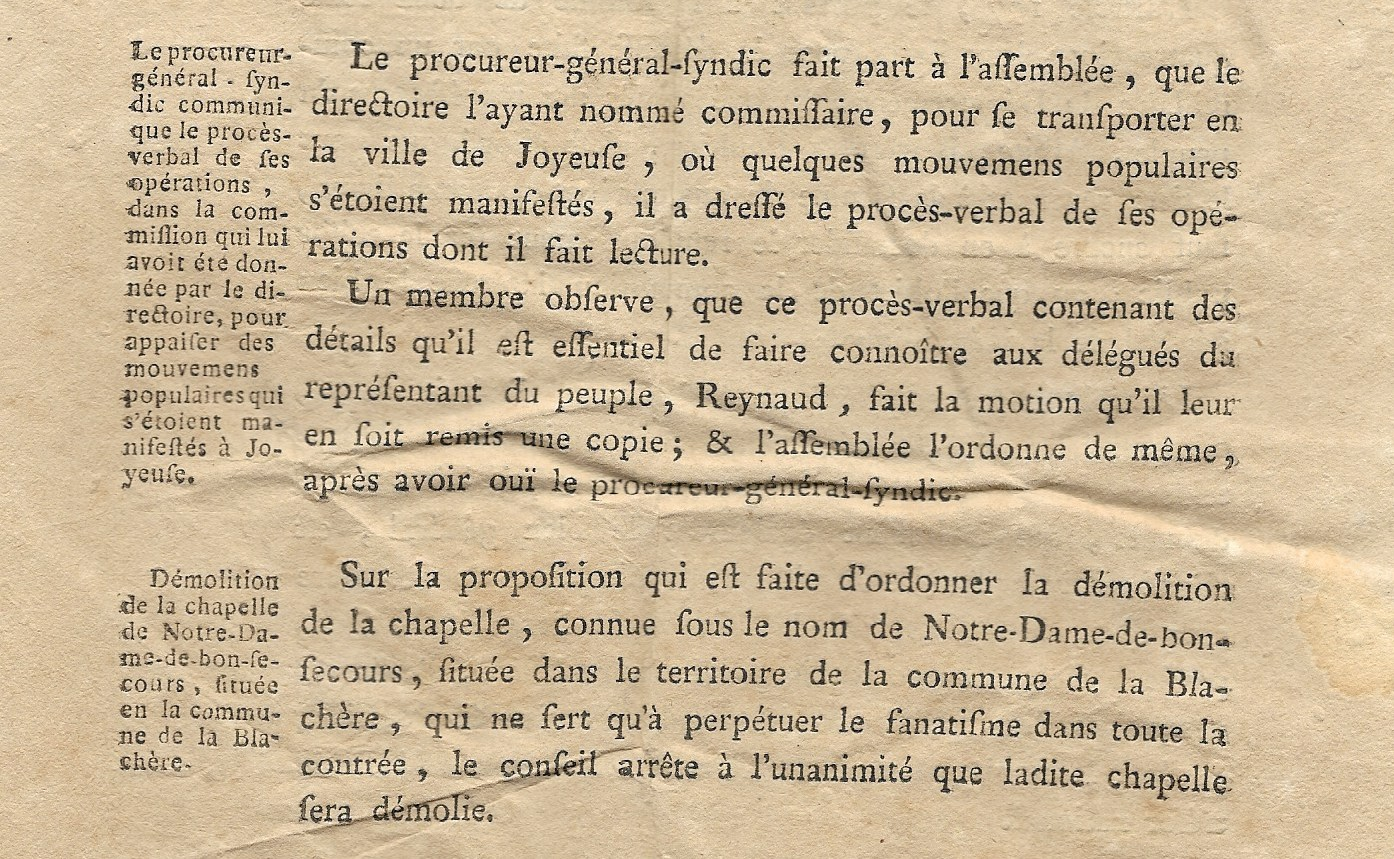
Délibérations du directoire de l'Ardèche.

Ensuite il s'occupa de construire une église et un presbytère et pendant les travaux, il reçut l'hospitalité au château de la Saumès. Ces travaux débutèrent en 1783.
Cette nouvelle chapelle ou église, quoique très petite, était à trois nefs. Peut-être mal construite, fermée et promise à la destruction pendant la Révolution française, mal entretenue, soixante ans plus tard elle menaçait déjà ruine.
M. Richard eut beaucoup à souffrir pendant la Révolution, obligé de se cacher, ayant été dénoncé par un de ses parents furieux de voir qu'il consacrait toute sa fortune à l'œuvre de Bon-Secours. Arrêté, conduit à Joyeuse, il fut rendu à la liberté par l'intervention de toute la population de la ville.

### La construction de l'église remplace la chapelle
En 1829, quoique âgé, il entreprit la construction d'une nouvelle église, sur un plan grandiose et digne d'un pèlerinage devenu célèbre, mais sa mort arrivée en janvier 1830 laissa l'œuvre à peine commencée.
L'abbé Jean-Antoine Boisson, qui lui avait été donné comme coadjuteur, devint en 1830 le deuxième chapelain de Bon-Secours. Il continua son œuvre qu'il ne put voir achevée, étant mort le 24 août 1835, âgé de 66 ans.
Aussitôt après sa mort, l'abbé Deschanels, de la paroisse de Payzac devint le troisième et dernier chapelain, le pèlerinage ayant été par décision de Joseph Hippolyte Guibert, évêque de Viviers, confié aux Missionnaires Oblats de Marie-Immaculée, qui achevèrent l'église, firent un beau clocher et de nombreux embellissements. Sur le clocher ils dressent une statue de la Vierge, reproduction de l'Immaculée Conception, qui fait face à la montagne cévenole dans un paysage vallonné où vignes et oliviers lui rappellent sa Galilée natale. Dans son dos, s'étend la garrigue, véritable forêt de rochers et d'arbustes où se dressent d'antiques dolmens.
M. Deschanels fit construire une maison proche de l'église où il mourut et fut inhumé à Payzac. Sous l'administration de ces divers curés et chapelains, le village s'agrandit et on y établit une institution de frères et une communauté de carmélites, mais pas sans de grandes difficultés.
En 1855, l'église est consacrée par Eugène de Mazenod, évêque de Marseille et fondateur des Oblats de Marie-Immaculée.
Il s'était écoulé deux siècles, le 10 mai 1880, depuis le jour de l'acte de fondation de la chapelle et le pèlerinage de plus en plus fréquenté.
L'évêque de Viviers, Joseph-Michel-Frédéric Bonnet, jugea que le moment était arrivé de consacrer le culte de la Sainte Vierge à Notre-Dame de Bon Secours d'une manière éclatante et pour ainsi dire officielle dans tout son diocèse. Par son mandement, il invitait tous les fidèles à prendre part à une souscription pour faire don à Notre-Dame d'une brillante couronne qui serait placée solennellement sur la tête de la statue en présence du cardinal Joseph Hippolyte Guibert, archevêque de Paris, ancien évêque de Viviers, assisté de nombreux prélats et au milieu des populations convoquées de tout le diocèse. Cette fête fut fixée aux 21 et 22 août 1880.
Les temps n'étaient pas cependant favorables, les esprits étaient agités et troublés par les décrets pourchassant les congrégations religieuses. L'évêque Bonnet jugea qu'il n'y avait pas lieu de reculer, que plus la foi courait de dangers plus il fallait que chacun pût librement et publiquement la confesser. La fête fut magnifique malgré les entraves de certains maires, entre autres ceux de Lablachère et Joyeuse. Trente mille personnes acclamèrent la gloire de la mère du Sauveur.

### Expulsion des missionnaires oblats en 1880
Le 4 novembre 1880, le préfet de l'Ardèche Edmond Robert (1879–1881), arrivait à Notre-Dame-de-Bon-Secours accompagné de plusieurs brigades de gendarmerie pour faire le siège de la maison des oblats de Marie-Immaculée et les en chasser, à la suite de la loi sur l'expulsion des congrégations.
Dès l'aube, le tocsin sonnait et les populations des alentours arrivèrent. Un certain nombre de notables s'enfermèrent avec les pères, la foule se massant aux abords du monastère. Elle accueille les gendarmes aux cris de « Vivent les pères, Vivent les gendarmes », auxquels on témoigne de la sympathie car il suffit de voir leur attitude pour comprendre qu'ils obéissent à regret aux ordres qu'ils ont reçus.
Le commissaire de police somme les pères d'ouvrir et sur le refus formel qui lui est fait, il donne l'ordre aux nommés Lucien Jouve, serrurier à Largentière, François Lèbre et Théodore Vesseau, menuisiers à Joyeuse, de crocheter la serrure ou d'enfoncer la porte à coups de hache. La femme Lèbre accourt et forçant la ligne de gendarmes saisit son mari et l'entraîne aux applaudissements frénétiques de la foule. Théodore Vesseau poursuit seul sa besogne.
Le préfet, pendant ce temps reste enfermé dans sa voiture et voit défiler devant lui les pères portés en triomphe, aux cris de « Vivent les pères, vive la religion, à bas les bourreaux, les tyrans, les infâmes décrets, vivent les oblats », ils reviendront. En effet, après quelques mois, les pères reconnus un peu trop tard faire le service d'une chapelle autorisée, reprirent peu à peu leur propriété et leurs fonctions.
Entre-temps, le maire de Berrias est suspendu de ses fonctions par l'arrêté préfectoral, accusé d'avoir été « l'un des principaux organisateurs de la manifestation qui s'est produite le 4 novembre dernier, à Lablachère (hameau de Notre Dame) contre l'exécution des décrets du 29 mars »

### Expulsion des Missionnaires Oblats en 1903

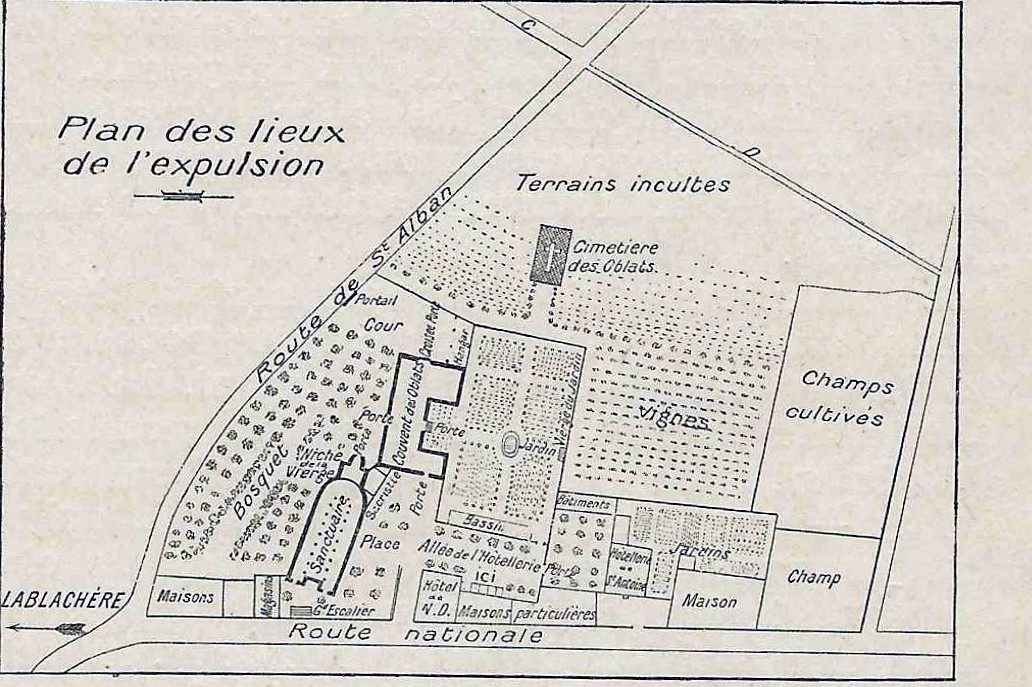
Plan du couvent et de la basilique d'après une publication datée de 1903.

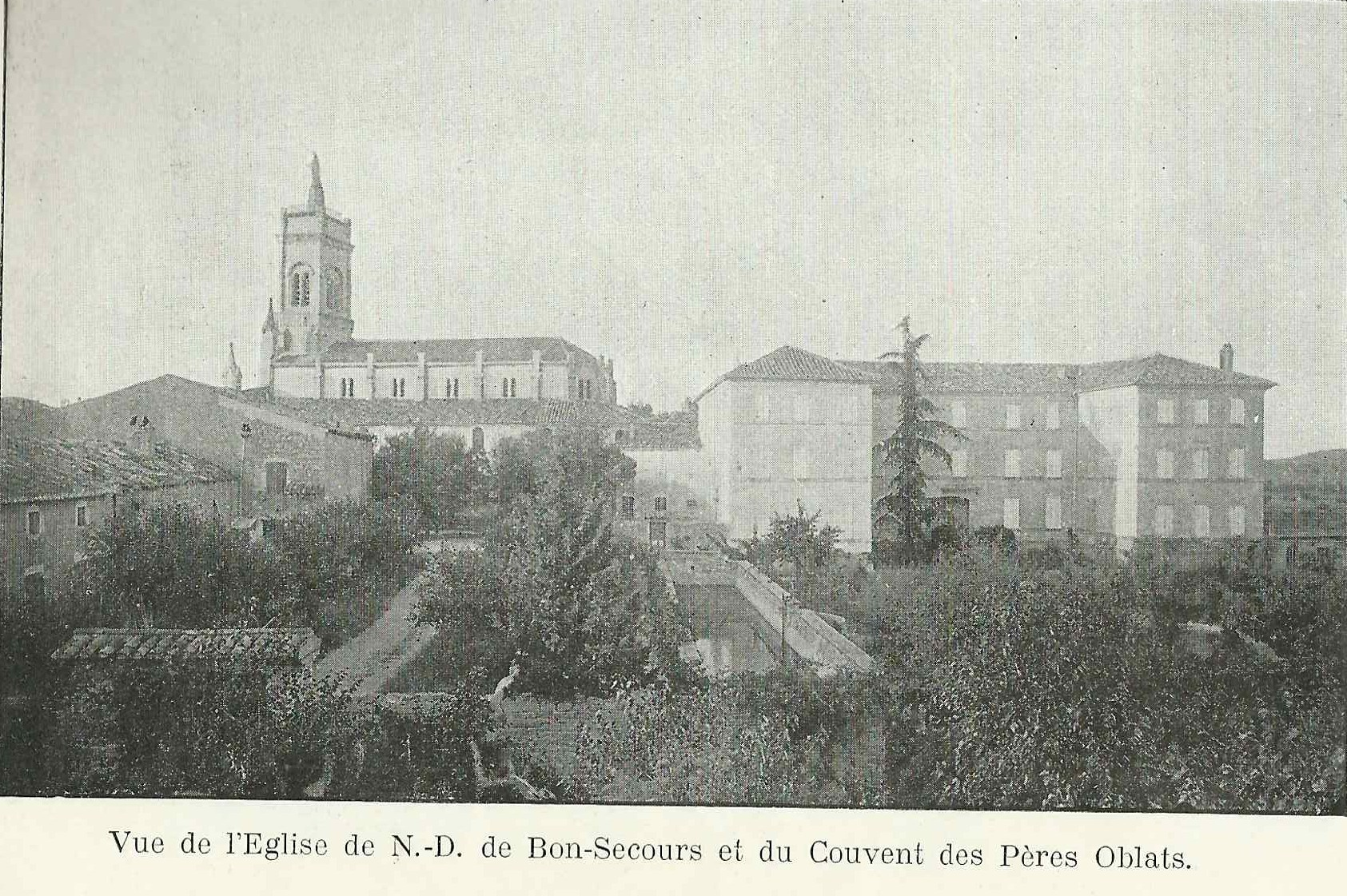
Notre-Dame-de-Bon-Secours.

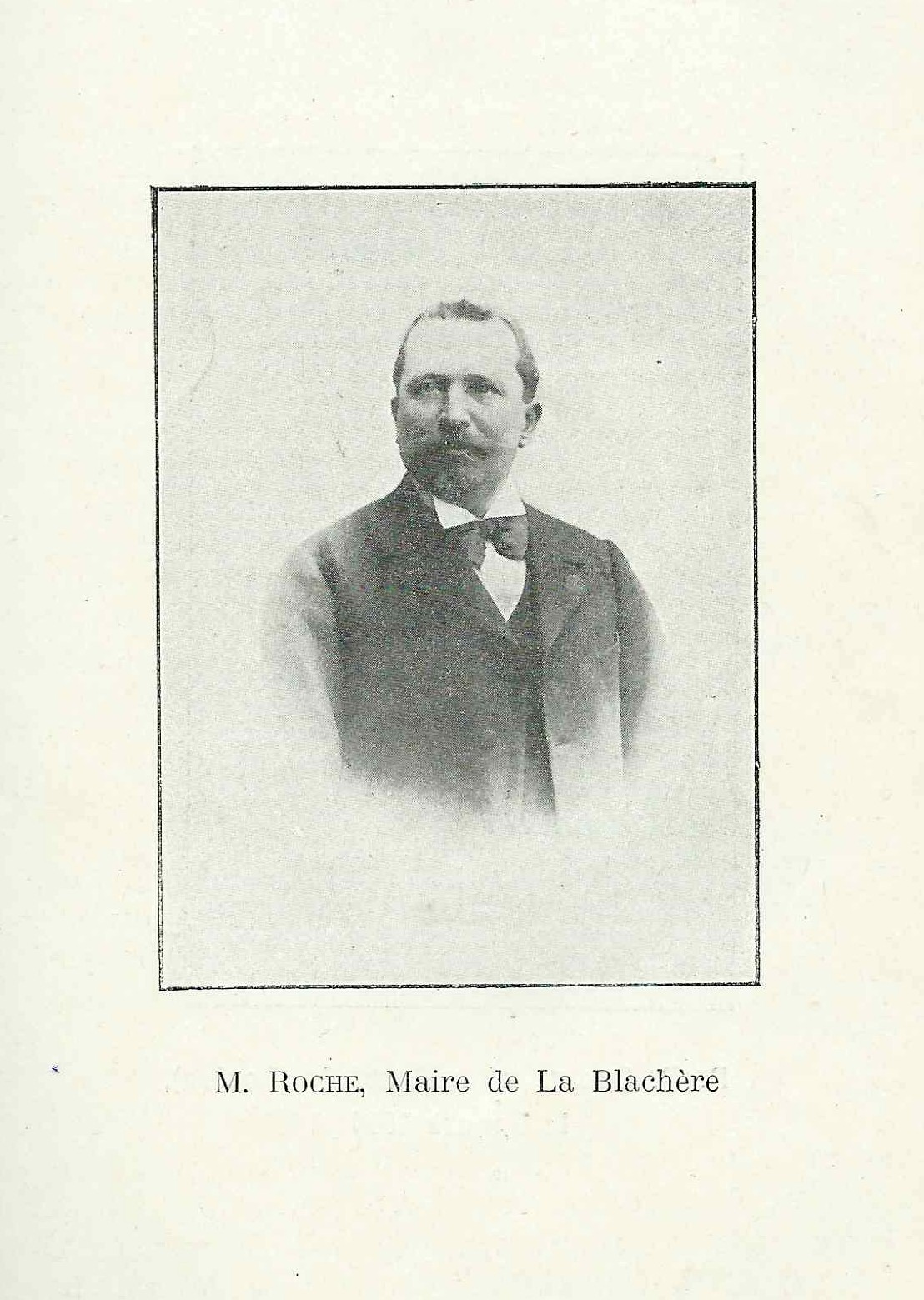
M. Roche maire de Lablachère en 1903.

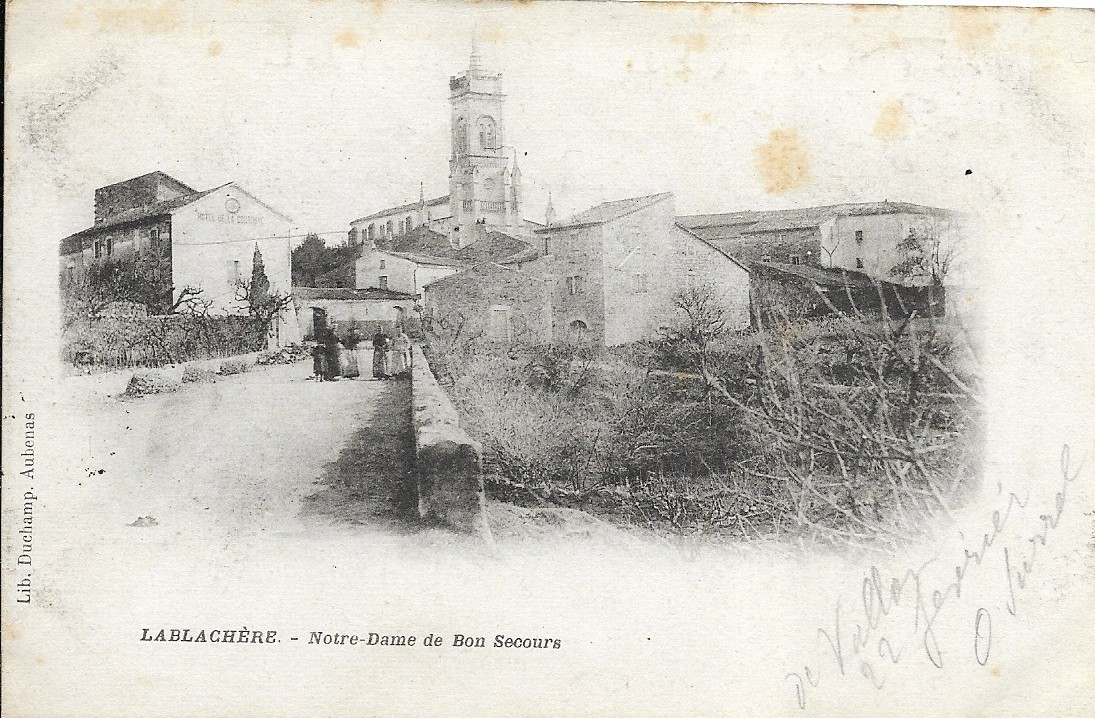
Basilique sur le territoire de la commune de Lablachère.

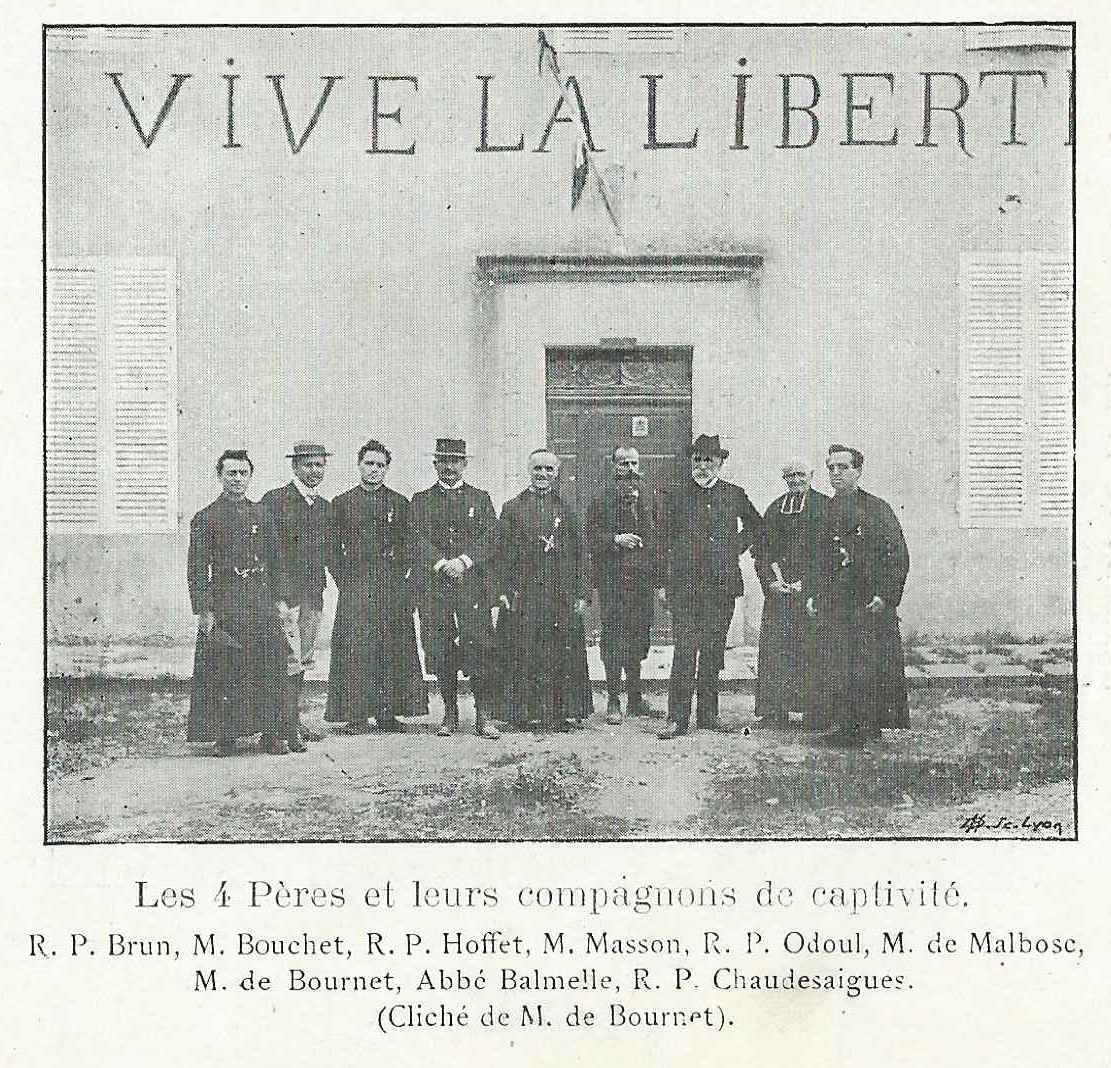
Notre-Dame de Bon-Secours.

Les premières expulsions, celles de 1880, avaient eu un caractère d'injustice, mais en somme anodines quant à la continuité des œuvres ; l'église demeurait ouverte. Non seulement les concours annuels n'étaient pas interrompus mais leur importance augmentait chaque année. Émile Combes, le « persécuteur », le reconnaîtra lui-même à sa façon.
En 1903, toutes les écoles congréganistes ayant fait une demande d'autorisation en vertu de la loi du 1er juillet 1901, ont vu cette autorisation refusée par le ministère de l'Intérieur et le ministère des Cultes. Le conseil général de l'Ardèche émit le vœu que toutes les congrégations du département fussent autorisées. Il y eut quelques abstentions mais personne n'osa voter contre. Le conseil municipal de Lablachère, sous la présidence du maire M. Roche, à l'unanimité, s'est prononcé en faveur de leur maintien, peut-être plus pour des raisons économiques liées au pèlerinage de Notre-Dame-de-Bon-Secours que sur le dévouement et l'œuvre éducatrice accomplie.
La tension déjà forte qui règne entre les deux camps (républicain et réactionnaire) croîtra encore lorsque les mesures gouvernementales porteront atteinte à la congrégation des Oblats de Marie-Immaculée de Notre-Dame-de-Bon-Secours. Les pères oblats sont chargés d'assurer un service régulier du sanctuaire de Notre-Dame et doivent en être en même temps des auxiliaires pour les curés et desservants qui feraient appel à eux, notamment pour les prédications extraordinaires. Grâce à leur action et à leurs nombreux déplacements dans les diocèses voisins et celui de Viviers, ils ont rendu très populaire le pèlerinage à Notre-Dame de Bon Secours : le nombre annuel de pèlerins est évalué à 60 000. Chacun d'eux dépensant au moins un franc pour l'achat de manuels de piété, images de la statue miraculeuse, médailles, le revenu du sanctuaire peut être estimé à une soixantaine de mille francs.
En outre, l'établissement dispose de maisons et de terres d'une superficie d'environ 12 ha, d'une valeur vénale de d'environ 70 000 francs. Parallèlement au pèlerinage, la congrégation exploite une pension tenue par des sœurs et appelée Maison de Saint-Antoine de Padoue et qui héberge les personnes désireuses de se recueillir auprès du sanctuaire. Les oblats sont au nombre de douze en 1901, tous étrangers aux deux cantons de Joyeuse et des Vans : deux sont originaires de Lozère, deux de l'Isère, un de Savoie, un de la Drôme, un du Doubs, un de Marseille, un de l'Ardèche ; les trois autres sont des étrangers, un Italien, un Espagnol et un Alsacien.
Le 3 juin 1903, le préfet, Jules Belleudy, représentant la République, intervient avec la gendarmerie et affronte la population menée par la droite locale représentée par Me de Malbosc maire de Berrias, M. Cambon et M. de Bournet. Ceux-ci, ainsi que les quatre oblats sont arrêtés. Le maire de Lablachère craignait quant à lui la perte de ressources liées au pèlerinage.
Ils furent condamnés à de faibles peines à Largentière, puis en appel à Nîmes. Cet épisode de lutte entre réformistes radicaux, souvent protestants et droite catholique conservatrice, mais qui en appelle aussi à la République en ce qui concerne la liberté de parole et d'exercice du culte, n'est pas sans rappeler le deuxième camp de Jalès, cent ans auparavant.
Le pèlerinage du 4 octobre 1903 eut lieu, réunissant une foule considérable (environ 10 000 personnes), malgré son interdiction par la préfecture par un arrêté du 2 octobre 1903. Joseph-Michel-Frédéric Bonnet, évêque de Viviers, et les meneurs du 3 juin sont présents et prennent la parole.

### La basilique
Le 14 août 1930, l'église est élevée au rang de basilique mineure. Depuis 1995, le pèlerinage est animé par les prêtres du diocèse. Une maison diocésaine est construite à partir de 1936, en face du sanctuaire pour l'accueil des fiancés et de groupes de réflexion et d'échanges. Confiée aux sœurs de Saint-Joseph, celles-ci y assurent l'accueil de pèlerins, de retraitants et de différentes rencontres et sessions.

### Maison diocésaine
Les sœurs de Saint-Joseph (Les Vans) arrivent à Lablachère en 1845 pour une école au lieu-dit Le Péage, où elles seront présentes jusqu'en 1969. En 1846, elles viennent également à « La Confiance » au lieu-dit Notre Dame pour remplacer les carmélites qui occupaient la maison depuis 1839. Les sœurs ouvrent un pensionnat et s'occupent de retraites spirituelles. La propriété sera vendue en 1874 pour devenir l'hôtel de la Couronne.
Les frères de Viviers occupaient l'actuelle Maison Saint-Joseph où ils restèrent jusqu'en 1843. En 1856, les sœurs de Saint-Joseph sont locataires de la maison des frères et en deviennent propriétaires en octobre 1871. Un pensionnat est ouvert en 1882. L'école ferme en 1901. Dès 1885, il y a aussi dans la maison des sœurs âgées, puis par la suite des dames âgées. Depuis l'arrivée des sœurs, la maison est un lieu de retraites spirituelles et d'accueil de groupes. L'accueil des pèlerins sera très important pendant une longue période.
Les sœurs ont également des activités diverses en lien avec les oblats arrivés en 1846 à Notre-Dame de Bon Secours. L'œuvre de retraites et de récollections pour tous les âges et tous les états de vie (et notamment les retraites de fiancés et de jeunes foyers) prend une telle importance que l'évêque de Viviers, Pierre-Marie Durieux, fait construire en 1936 une maison à cet effet dans l'enclos des sœurs : c'est l'actuelle Maison diocésaine Charles de Foucauld, inaugurée le 8 septembre 1939. En 1948, lors de l'union de six congrégations Saint-Joseph pour former la congrégation Saint-Joseph-de-Viviers, la présence des sœurs est maintenue pour l'accueil des pèlerins et des retraites, l'entretien et l'ornementation du sanctuaire en lien avec les oblats. En 1992, l'Église diocésaine par la voix de son évêque, Jean Bonfils, présente un projet d'implantation d'une « communauté qui puisse participer à l'animation pastorale de la zone du Bas-Vivarais ». Cette communauté aurait trois missions : accueil, formation, animation et coordination du travail pastoral.
En 1993, quatre sœurs de congrégations différentes s'installent à Notre-Dame. Des travaux sont réalisés en vue de la présence d'une communauté de sœurs aînées. En 1995, une convention est signée pour deux ans entre l'évêque et l'institut des Sœurs de Saint-Joseph.
En 2002, la communauté comprend trois membres. La mission de 1992 se poursuit avec quelques modifications pour la mission d'animation et de coordination. La mission d'accueil s'élargit. Aujourd'hui, la maison diocésaine de Notre-Dame-de-Bon-Secours est :
- un carrefour de rencontres pour les mouvements et services, les groupes non confessionnels ;
- un lieu d'accueil individuel, de couples, de pèlerins ;
- un lieu de ressourcement individuel ou en groupe : week-end de prière, retraites spirituelles, journées désert, temps de préparation aux sacrements, pèlerinages ;
- un lieu de formation : formation biblique et théologique, témoignages et débats ;
- un lieu d'ouverture à l'universel par l 'accueil de groupes de formation souvent internationaux.

Il y a un dépôt de la librairie Saint-Paul en 1994 qui propose : livres, bibles, ouvrages sur les sacrements ou la théologie, témoignages, recueils de textes, revues, livres pour les enfants et les jeunes… Et aussi : icônes, médailles, chapelets, cartes postales, cassettes audio et CD. Capacité d'accueil : 30 chambres, salles de réunion de 10 à 120 places.

## Visite de la basilique

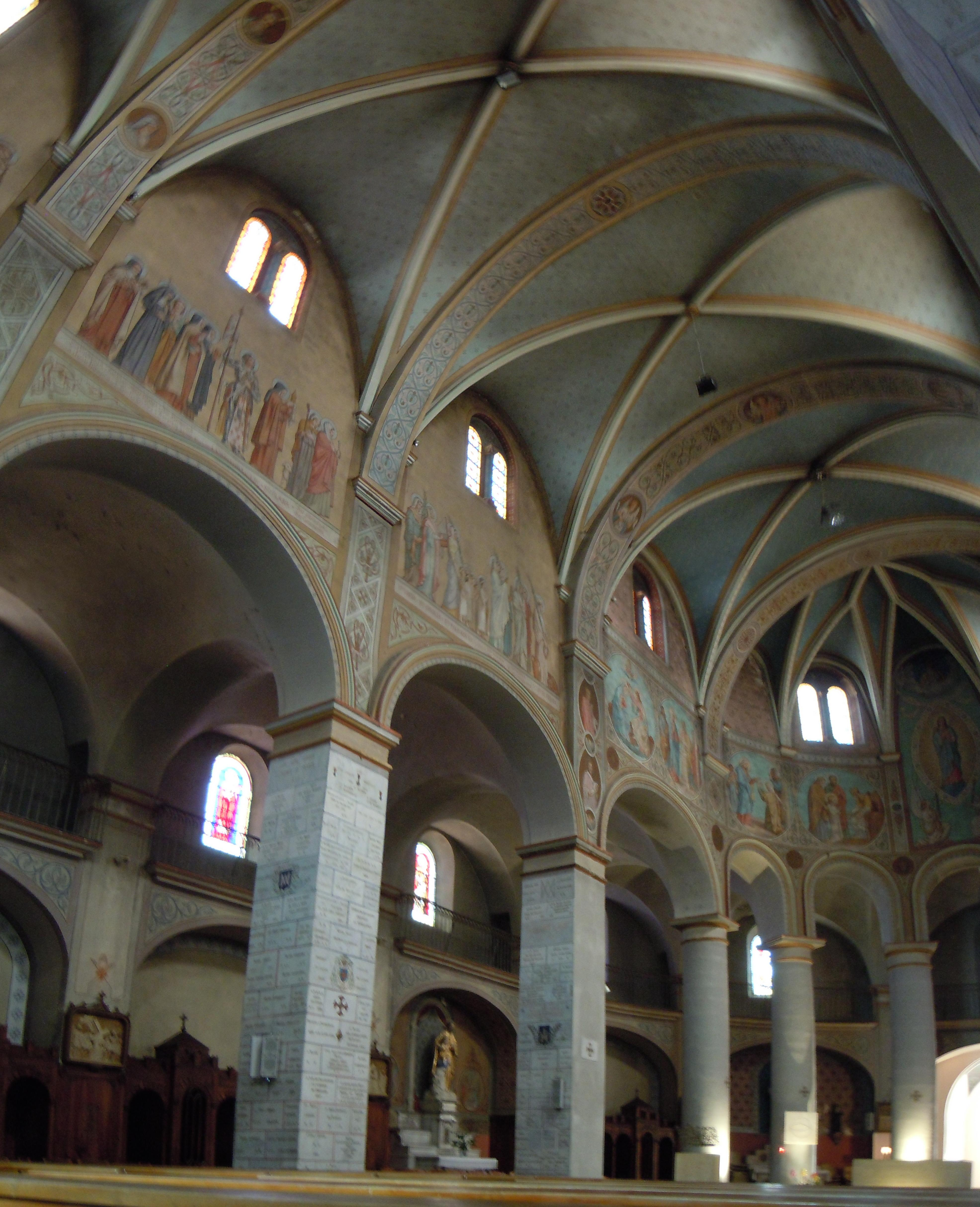
Vue de la nef et du collatéral nord.

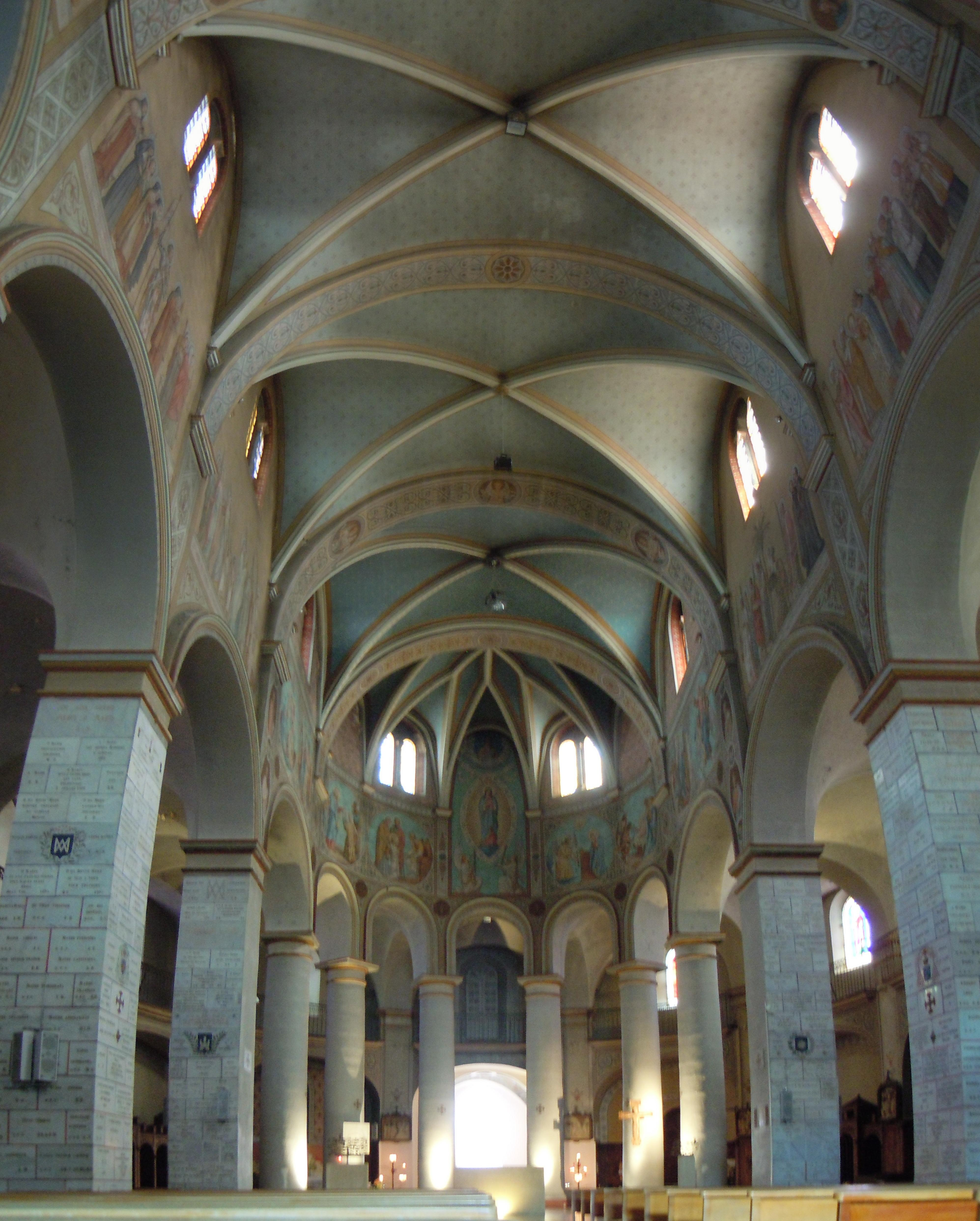
Nef de la basilique.

En pénétrant dans la basilique de Notre-Dame-de-Bon-Secours, le regard est tout de suite attiré par le maître-autel — symbole du Christ — qui reçoit la lumière d'en haut. Il nous dit la place centrale que tient l'Eucharistie dans la vie chrétienne.
Par un déambulatoire qui fait le tour de l'édifice, nous sommes conduits vers la statue de la Vierge Marie (1680). Elle nous présente son Fils qui, de la main gauche tient le monde et qui, de la main droite, index relevé, nous enseigne. Un sceptre à la main, parce que Reine de la Paix, elle esquisse un pas vers celui ou celle qui vient à sa rencontre lui confier ses peines ou ses joies.
Dans notre marche vers Marie : dans la nef les Saintes Femmes, les vierges et les martyrs, les Saints fondateurs, les saints prêtres et évêques ; dans le chœur, la voûte est ornée des mystères de la vie de Marie et de Jésus : Marie vénérée par les anges, la Présentation de Marie, la Visitation, la Présentation de Jésus, le Couronnement de Marie au Ciel, l'Annonciation, la Nativité, Jésus retrouvé au temple, la Montée de Marie au Ciel.
Le long du déambulatoire, le nombre impressionnant de confessionnaux installés en 1862, nous rappelle que notre vie pleine d'embûches nous éloignant de Dieu comme de nos frères, la réconciliation nous est offerte en permanence. Au-dessus de la porte d'entrée, saint Pierre et saint Paul annoncent à tous les peuples la Bonne Nouvelle de l'Amour, nous renvoyant nous-mêmes à notre mission d'artisans de la Paix dans le Monde que nous retrouvons en sortant.
Sur la gauche en sortant, une plaque de marbre noir mentionne que l'église est érigée en basilique mineure.
Une plaque de marbre noir à l'entrée de la chapelle de la Vierge évoque la consécration de l'église par Eugène de Mazenod, depuis lors canonisé. Le nombre considérable d'ex-voto recouvrant les piliers de la nef, témoignent de quelques-unes des grâces obtenues par l'intercession de la Vierge.
De la chapelle primitive ne subsistent que la statue en bois de la Vierge et une pierre encastrée dans l'un des piliers du chœur.
Deux pierres tombales renferment les corps des deux premiers chapelains : le père Richard à gauche et le père Boisson à droite.

## Objets mobiliers classés

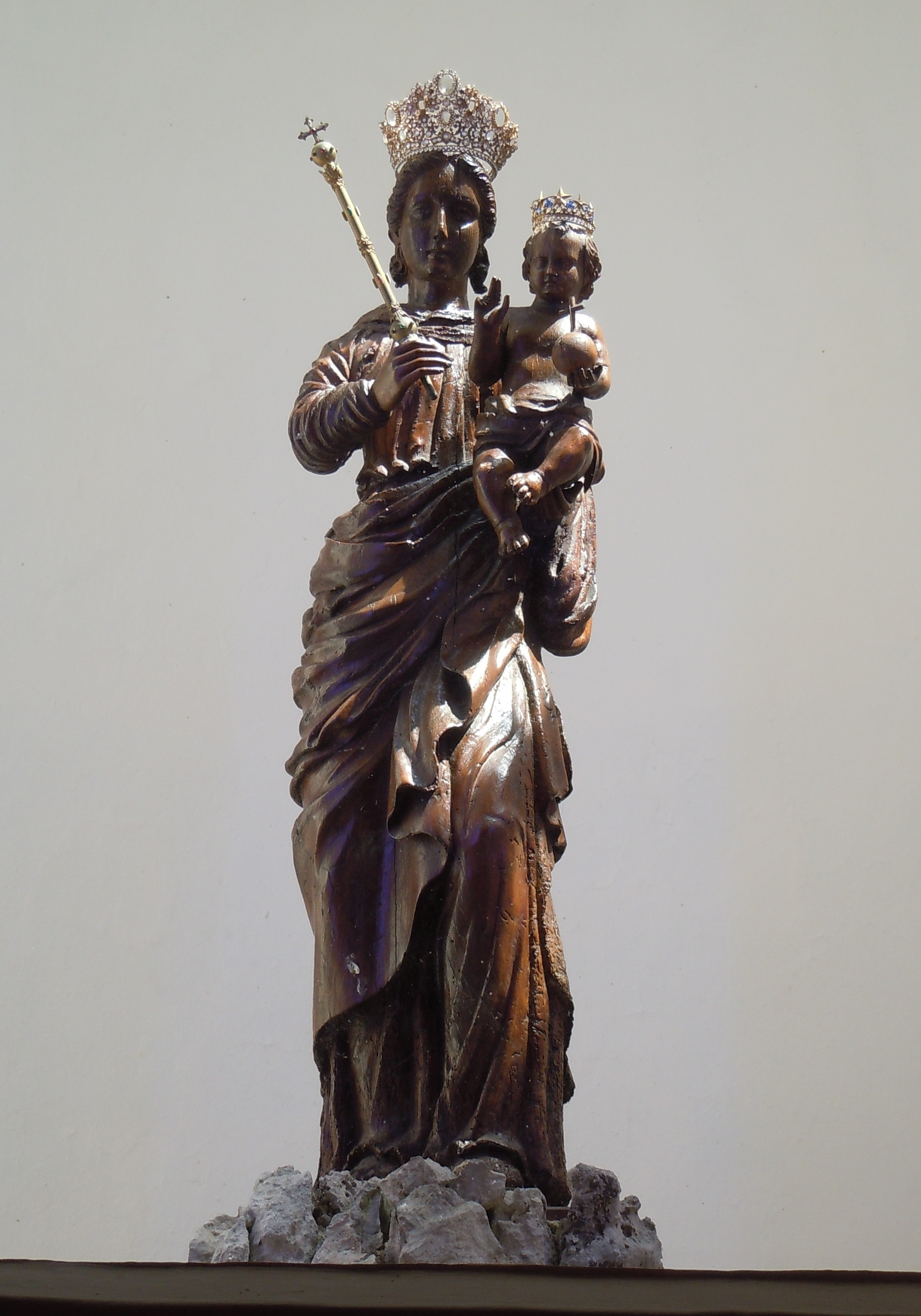
Vierge à l'Enfant.

- La statue de la Vierge à l'Enfant fait l'objet d'un classement au titre objet des monuments historiques depuis février 1983[5]. Statue en bois sculpté, fin XVIIe siècle début XVIIIe siècle, d'auteur inconnu. La Vierge et l'Enfant sont couronnés, la Vierge tient un sceptre. La statue était autrefois peinte et dorée. Cette statue est présentée comme la pièce majeure de la basilique ;

- La mise au tombeau fait l'objet d'un classement au titre objet des monuments historiques depuis le 8 avril 1963[6]. Peinture à l'huile sur toile du premier quart du XVIIe siècle.